# Andreas Winkler (Fußballspieler)
Andreas Winkler (* 1. Dezember 1969) ist ein ehemaliger deutscher Fußballspieler.

## Spielerkarriere
Aus der Jugendabteilung des FC Bayern München hervorgegangen, gehörte er zur Saison 1990/91 dem Profikader an und bestritt lediglich drei Freundschaftsspiele. In der Saison 1991/92 war er eine Spielzeit lang für den Zweitligisten Blau-Weiß 90 Berlin aktiv und debütierte am 4. August 1991 (2. Spieltag) beim torlosen Unentschieden im Auswärtsspiel gegen den VfB Oldenburg.
In der Saison 1992/93 spielte er eine Saison lang für den Oberligisten und Zweitligaabsteiger BSV Stahl Brandenburg, ehe er vom Zweitligisten Hannover 96 verpflichtet wurde. Nach drei Spielzeiten wechselte er 1996 zum Ligakonkurrenten VfB Lübeck und nach nur einer Saison wurde er vom Bundesligisten VfL Wolfsburg verpflichtet. Mit Ende des Jahres und ohne eingesetzt worden zu sein, schloss er sich 1998 dem Regionalligisten Eintracht Braunschweig an für den er vom 13. März 1998 (27. Spieltag) bis 23. Oktober 1999 (13. Spieltag) 50 Ligaspiele bestritt und acht Tore erzielte.
Zu Jahresbeginn 2000 wechselte er zum Regionalligisten 1. FC Magdeburg, für den er bis Saisonende alle 17 Rückrundenspiele bestritt und drei Tore erzielte.
Die letzten drei Spielzeiten absolvierte Winkler beim Regionalligisten Rot-Weiss Essen, für den er sein letztes Ligaspiel bereits am 17. August 2002 (4. Spieltag) beim 1:0-Sieg im Heimspiel gegen Preußen Münster bestritt; seine Sportinvalidität zwang ihn, noch während der laufenden Saison, seine Karriere zu beenden.

## Trainerkarriere
Seit 2003 war Winkler Leiter des Nachwuchsleistungszentrums von Rot-Weiss Essen. Nebenbei war er zwischenzeitlich auch als Trainer aktiv. Von Juli 2008 bis Juni 2009 trainierte er die A-Junioren-Bundesligamannschaft und als Interimstrainer von Mai bis Juni 2011 die U-17-Bundesligamannschaft von Rot-Weiss Essen. 2013 erwarb er die Fußballlehrer-Lizenz (UEFA Pro-Licence).
Im Juli 2016 wurde Andreas Winkler Direktor Sport Entwicklung bei Rot-Weiss Essen. Neben der Verantwortung für den gesamten medizinischen Bereich des Vereins leitete er u. a. das Nachwuchsleistungszentrum. Mit Beginn der Saison 2015/16 übernahm er bei Rot-Weiss Essen die Position des Sportdirektors des Gesamtvereins. Das Arbeitsverhältnis endete einvernehmlich im April 2018. Zur Spielzeit 2018/19 folgte Andreas Winkler dem ehemaligen Trainer von Hannover 96, Daniel Stendel, als „Assistant Manager“ (Co-Trainer) zum FC Barnsley in die englische Football League One (3. Liga).
Noch während der laufenden Saison 2018/19 wurde der Premier-League-Verein Huddersfield Town auf Andreas Winkler aufmerksam. Zum 24. Januar 2019 wurde er dort Assistent von Jan Siewert, dem neuen Head Coach der „Terriers“.